# Taiwan-Buche
Die Taiwan-Buche (Fagus hayatae) ist eine Pflanzenart aus der Gattung der Buchen (Fagus) in der Familie der Buchengewächse (Fagaceae). Sie kommt im südlichen China sowie auf Taiwan vor.

## Beschreibung

### Vegetative Merkmale
Die Taiwan-Buche wächst als sommergrüner Baum, der Wuchshöhen von bis zu 20 Metern erreichen kann. Die Winterknospen werden rund 1,5 Zentimeter groß.
Die Laubblätter sind wechselständig an den Zweigen angeordnet. Die einfache Blattspreite ist bei einer Länge von 3 bis 7 Zentimetern rauten- bis eiförmig mit einer breit keilförmigen bis annähernd abgerundeten Spreitenbasis und spitzen oder fein stachelspitzigen Spreitenspitze. Die Spreitenränder sind ausgebuchtet und gezähnt. Sowohl die Blattunterseite als auch die Blattoberseite sind bei jungen Blättern seidig behaart, während ältere Blätter mit Ausnahme der Blattdrüsen und einige Stellen der Blattnervatur kahl sind. Vom Hauptnerv gehen auf jeder Seite fünf bis neun Seitennerven ab, welche jeweils in einem kleinen Zahn am Blattrand enden.

### Generative Merkmale
Die Taiwan-Buche ist einhäusig-getrenntgeschlechtig (monözisch) und wird durch den Wind bestäubt (Anemophilie). Die Blüten stehen an einem fein behaarten, 0,5 bis 2 Zentimeter langen Blütenstiel. Die Blütezeit erstreckt sich von April bis Mai.
Die fein behaarten Fruchtbecher (Cupula) werden  0,7 bis 1 Zentimeter lang und enthalten eine Nussfrucht, welche gleich groß wie der Fruchtbecher ist. Die Bucheckern besitzen an der Spitze sehr kleine Flügeln und reifen im August bis in den Oktober hinein.

## Vorkommen
Das natürliche Verbreitungsgebiet der Taiwan-Buche liegt im Süden Chinas sowie dem nördlichen Teil Taiwans. Es umfasst in China die Provinzen Hubei, Hunan, Shaanxi, Sichuan und Zhejiang. Das Verbreitungsgebiet gliedert sich dabei in drei voneinander getrennte Vorkommen.
Man findet sie in Höhenlagen von 1300 bis 2300 Metern. Sie wächst an Berghängen und in den Gipfelregionen in sommergrünen Wäldern.

## Taxonomie
Die Erstbeschreibung als Fagus hayatae erfolgte 1911 durch Iwan Wladimirowitsch Palibin in Hayata Bunzōs Journal of the College of Science, Imperial University of Tokyo, Nummer 30, Seiten 286–287. Ein Synonym für Fagus hayatae Palib. ist Fagus pashanica C.C.Yang.
Man kann die folgenden Unterarten unterscheiden:
- Fagus hayatae Palib. subsp. hayatae
- Fagus hayatae subsp. pashanica (C.C. Yang) R. Peter: Sie kommt in den chinesischen Provinzen Hubei, Sichuan und Zhejiang vor.[3]